# Lleis racials del feixisme italià

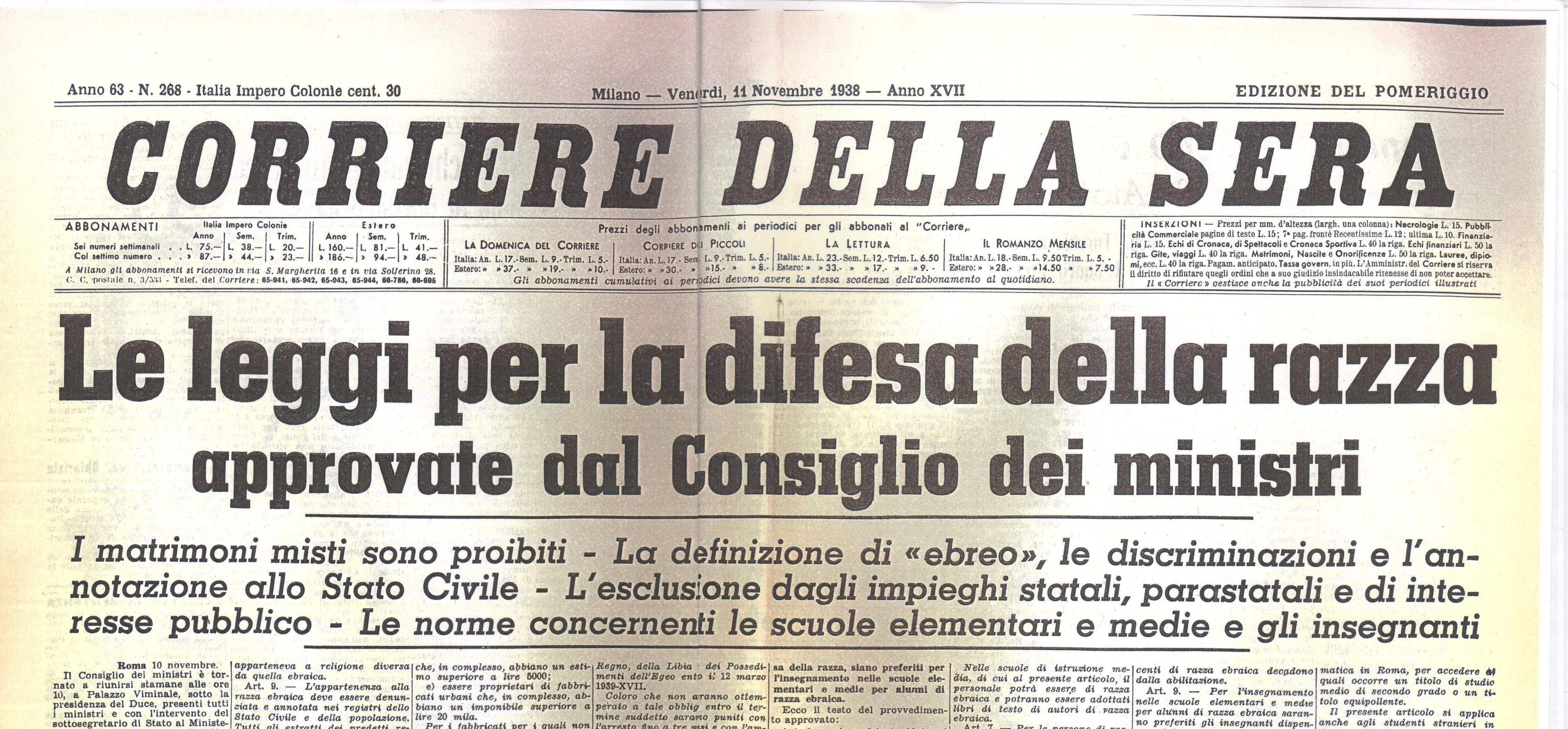
Portada del diari italià Corriere della Sera l'11 de novembre de 1938: el règim feixista ha aprovat les lleis racials.

Les lleis racials del feixisme italià (italià: Leggi razziali) eren un conjunt de lleis promulgades pel règim feixista entre el 1938 i el 1943 per aplicar la discriminació racial a Itàlia, principalment dirigida contra els jueus italians i els habitants natius de les colònies imperials.

## Història

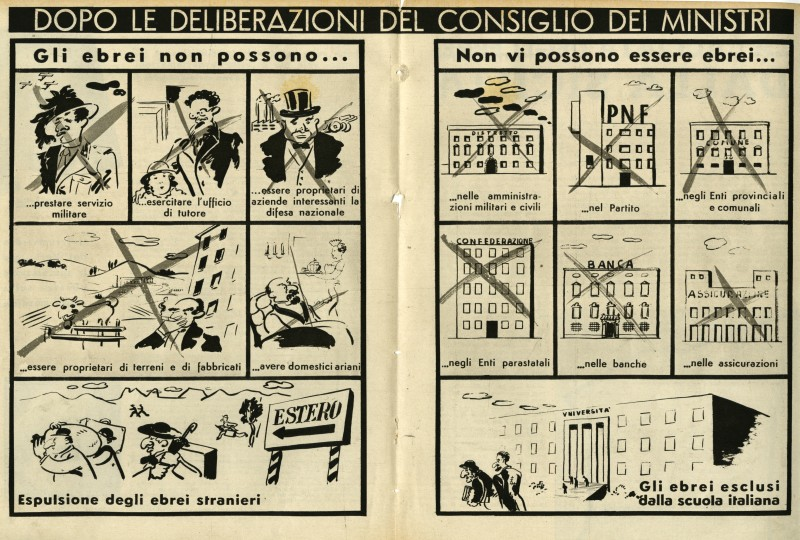
Dibuix del 1938 amb les mesures de la llei

La primera llei, i la més important de les leggi razziali, fou el Regio Decreto 17 Novembre 1938 Nr. 1728. Restringia els drets civils dels jueus, prohibia els seus llibres i els excloïa de càrrecs públics i educació superior. Altres lleis treien els actius que pertanyien a jueus, els restringien la capacitat de viatjar i finalment preveia el seu confinament en un exili interior com a presos polítics.
La promulgació de les lleis racials fou precedida d'una llarga campanya mediàtica i de la publicació del "Manifest de la Raça" a principis del 1938, un informe suposadament científic redactat per científics feixistes que afirmaven que els principis racials, entre els quals la superioritat dels europeus sobre la resta de races. La decisió final sobre la llei es va prendre durant la trobada del Gran Consell del Feixisme, que va tenir lloc la nit entre el 6 i el 7 d'octubre de 1938 a Roma, al Palazzo Venezia. No tots els feixistes van donar suport a la discriminació: mentre que els pro-alemanys i antijueus Roberto Farinacci i Giovanni Preziosi van donar-hi suport, Italo Balbo s'hi va oposar. Les lleis prohibien que els jueus ocupessin qualsevol posició professional i prohibien les relacions sexuals i els casaments entre italians i jueus i africans.
El règim feixista va publicitar una publicació titulada "Manifest dels Científics Racials" on hi havia una barreja de racisme biològic i història; declarava que els italians pertanyien a una raça ària, que els jueus no eren italians i que calia distingir entre europeus i no-europeus.
Després de la caiguda de Benito Mussolini el 25 de juliol de 1943, el govern de Pietro Badoglio va suprimir les lleis. Van seguir en vigor i més severes als territoris on governava la República Social Italiana fins al final de la guerra.

## Impopularitat
Feixistes destacats com Dino Grandi i Italo Balbo van oposar-se a les lleis racials italianes, i eren poc populars entre la major part dels italians; els jueus eren una petita minoria al país i s'havien integrat profundament en la societat i cultura italiana. La major part dels jueus d'Itàlia eren antics jueus italians que practicaven el ritu italià i que vivien a Itàlia des de l'època de l'antiga Roma; els sefardites provinents de països ibèrics després de l'expulsió pel decret de l'Alhambra durant la dècada de 1490; i una població d'asquenazites més petita que havia arribat a l'edat mitjana i que s'havia assimilat principalment a les comunitats del ritu italià i sefardita. La major part d'italians no eren especialment coneixedors del Judaisme, i la societat italiana no estava acostumada a l'antisemitisme que havia estat relativament comú durant segles en països de parla germànica i altres països de l'Europa del Nord, Nord-oest i Est, on hi havia més presència jueva i vivien en grans comunitats des de feia temps.
Abans del 1938 no s'havien promulgat lleis racials a la Itàlia feixista. Les lleis racials es van introduir alhora que el règim s'acostava a l'Alemanya nazi i mesos abans que s'acordés el Pacte d'Acer, una aliança militar amb l'Alemanya nazi. William Shirer a The Rise and Fall of the Third Reich suggereix que Mussolini va aprovar les lleis per plaure els aliats alemanys amb poder, més que per satisfer un sentiment antisemita genuí entre el poble italià.
De fet, abans del 1938 i de l'aliança del Pacte d'Acer, Mussolini i altre feixistes italians notables havien criticat el nordicisme, el racisme científic i l'antisemitisme, especialment l'antisemitisme i el racisme violents que hi havia al Tercer Reich. Molts seguidors inicials del feixisme italià, incloent-hi l'escriptora i amant de Mussolini Margherita Sarfatti, eren jueus italians de classe mitjana o alta. El nordicisme i el racisme científic sovint es consideraven incompatibles amb la filosofia feixista primerenca; el nordicisme inherentment subordinava els italians i els altres pobles mediterranis sota els alemanys i els nord-europeus a la seva proposta jeràrquica racial, i els primers feixistes italians, incloent-hi Mussolini, veien la raça com una invenció cultural i política més que una realitat biològica.
El 1929, Mussolini va notar que els jueus italians eren una part demogràficament petita però culturalment integrals de la societat italiana des de l'Antiga roma. La seva postura sobre els jueus italians era consistent amb el seu punt de vista mediterranista original, que suggeria que totes les cultures mediterrànies, incloent-hi la jueva, compartien un vincle comú. Argumentava que els jueus italians havien esdevingut veritables "italians" o natius després del llarg període residint a la península. Tanmateix, l'opinió de Mussolini sobre les races sovint era contradictòria i canviava quan calia, i a mesura que la Itàlia feixista se subordinava als interessos de l'Alemanya nazi, Mussolini va començar a adoptar teories obertament racials prestades o basades en les polítiques racials alemanyes, que van portar a la promulgació de les lleis racials italianes antisemites. L'historiador Federico Chabod va argumentar que la introducció de lleis racials influenciades per nordicistes fou un factor important en el decreixement del suport públic de la Itàlia feixista, i molts italians veien les lleis racials com una imposició o intrusió evident dels valors de l'Alemanya nazi a cultures italianes, i un signe que Mussolini i el poder del règim feixista s'enfonsaven sota la influència alemanya.

## Església Catòlica i les lleis racials
Tot i la forta oposició del papa Pius XI al règim nazi, expressada el 1937 a l'encíclica Mit brennender Sorge, segons alguns historiadors, en el cas de les lleis racials feixistes, el Vaticà en conjunt no va denunciar amb la mateixa fermesa la línia discriminatòria contra els jueus, i es va preocupar només d'«obtenir del govern la modificació dels articles que podien afectar les prerrogatives de l'Església en el pla jurídic dels concordat, especialment en el que es referia als jueus convertits.» D'altra banda, l'historiador Michele Sarfatti, director del Centre de Documentació Jueva de Milà, reconeix el «caràcter netament antiracista de la batalla en defensa de la llibertat de matrimoni.»
La Civiltà Cattolica, l'òrgan oficial dels jesuïtes, comentant sobre el Manifesto degli scienziati razzisti, va creure veure-hi una diferència important amb el racisme nazi:
| « | Chi ha presente le tesi del razzismo tedesco, rileverà la notevole differenza di quelle proposte da questo gruppo di studiosi fascisti italiani. Questo confermerebbe che il fascismo italiano non vuol confondersi col nazismo o razzismo tedesco intrinsecamente ed esplicitamente materialistico ed anticristiano | Qui té present la tesi del racisme alemany, detectarà la diferència significativa de les propostes d'aquest grup d'investigadors feixistes italians. Això confirmaria que el feixisme italià no es vol confondre amb el nazisme o el racisme alemany, intrínsecament i explícitament materialista i anticristià. | » |

Segons l'historiador Renzo De Felice, si la Santa Seu no estava d'acord amb el racisme de tipus purament materialista i biològic, «alhora que no era contrària a una acció antisemita moderada, extrínsecament en el pla de les pèrdues de drets civils.» De Felice apunta que la preocupació principal de l'Església era el fet que la política feixista no atacava al judaisme com a religió, sinó com a raça. Tanmateix, l'elaboració d'un balanç de l'actitud dels catòlics italians de cara a les lleis antijueves, l'historiador escriu: «En els documents que acabem de mencionar, hem vist com els catòlics d'arreu tenien una postura clarament contrària a les mesures antisemites. El fet és incontrovertible, i, de fet, serà una constant fins al 1945. Ara bé, De Felice afegeix que els diaris i els alts càrrecs catòlics no van voler arriscar-se i tancaven completament qualsevol polèmica contra l'antisemitisme.
En canvi, davant del silenci dels adversaris de l'antisemitisme, els antisemites, també catòlics i de la jerarquia eclesiàstica, no van callar. El diari Il regime fascista, dirigit per Roberto Farinacci, va escriure el 30 d'agost de 1938 que hi havia «molt per aprendre dels Pares de la Companyia de Jesús» i que «el feixisme és molt inferior, tant en els fins, com en el rigor de La Civiltà Cattolica». Així, el 1938, en un article polèmic, la revista va criticar durament el científic Rudolf Lämmel per una obra en què condemnava l'antisemitisme nazi. La Civiltà cattolica afirmava que Laemmel havia exagerat i que havia obviat la persecució dels jueus contra els cristians i la seva aliança amb socialistes, maçons i altres partits cristians.